# Wiedemannsdorf
Wiedemannsdorf (mundartlich: Wídəmasdoarf, uf Wídəmasdoarf num) ist ein Gemeindeteil der Marktgemeinde Oberstaufen im bayerisch-schwäbischen Landkreis Oberallgäu. Die Ortschaft liegt in der Gemarkung Thalkirchdorf.

## Geographie
Das Dorf liegt circa fünf Kilometer östlich des Hauptorts Oberstaufen im Konstanzer Tal gelegen. Südlich der Ortschaft befindet sich Thalkirchdorf. Nördlich liegt die Salmaser Höhe. Durch Wiedemannsdorf verläuft die Bahnstrecke Buchloe–Lindau sowie südlich die Queralpenstraße B 308 und die Konstanzer Ach.

## Ortsname
Der Ortsname setzt sich aus dem Personennamen Wideman sowie dem Grundwort -dorf zusammen und bedeutet Dorf des Wideman.

## Geschichte
Wiedemannsdorf wurde erstmals urkundlich um das Jahr 1290 als Widimansdorf erwähnt als der Ort an das Kloster Mehrerau zinste. 1802 fand die Vereinödung in Wiedemannsdorf statt. Im Jahr 1808 wurden 27 Wohnhäuser bezeugt, darunter eine Taferne, zwei Nagelschmieden und eine Hufschmiede. Ebenso ist in historischen Dokumenten eine Mühle im Ort belegt. Wiedemannsdorf gehörte bis zur bayerischen Gebietsreform 1972 der Gemeinde Thalkirchdorf an.

## Persönlichkeiten
- Werner Kleinschmidt (1907–1979), Künstler